# Arpalı
Arpalı ist ein Dorf (Köy) im Landkreis Pertek der türkischen Provinz Tunceli. Im Jahr 2011 lebten in Arpalı 68 Menschen.